# Nychiodes andalusiaria
Nychiodes andalusiaria là một loài bướm đêm trong họ Geometridae.